# Felice Piccolo
Felice Piccolo (* 27. August 1983 in Pomigliano d’Arco) ist ein ehemaliger italienischer Fußballspieler. Er ist Innenverteidiger und stand zuletzt bei US Alessandria Calcio in der Lega Pro unter Vertrag.

## Karriere

### Im Verein
Felice Piccolo begann seine Karriere in der Jugendabteilung von Juventus Turin, in der Saison 2001/02 debütierte er in der Coppa Italia für die erste Mannschaft.
Um Erfahrung zu sammeln, wurde Piccolo zuerst an die AS Lucchese Libertas in die Serie C1, später zu Como Calcio in die Serie B ausgeliehen, wo er Stammspieler war. Die Saison 2004/05 verbrachte er bei Reggina Calcio in der Serie A und kam acht Einsätzen. Im Jahr darauf war Piccolo an Lazio Rom ausgeliehen, wo er aber nur zwei Serie-A-Spiele absolvierte. 
Zur Saison 2006/07 kehrte Piccolo zu Juventus zurück, die wegen des Manipulationsskandals 2005/06 in der Serie B zwangsabsteigen mussten. Nachdem er anfangs von Trainer Didier Deschamps nicht berücksichtigt worden war, kam er, auch aufgrund der Verletzungen der etatmäßigen Innenverteidiger Jean-Alain Boumsong und Robert Kovač, im Saisonverlauf öfter zum Einsatz.
Zur Saison 2007/08 verkaufte Juve 50 % von Piccolos Transferrechten an den FC Empoli.
Ende August 2009 wurde Felice Piccolo für eine Spielzeit mit Kaufoption an Chievo Verona verliehen. Am 12. Februar 2010 gab Chievo die Ausleihe des Abwehrspielers bis zum Saisonende an den rumänischen Erstligist CFR Cluj bekannt. Dort unterschrieb er im Sommer 2010 einen Vertrag bis zum Jahr 2014. Mit den Rumänen gewann er in den Spielzeiten 2009/10 und 2011/12 die Meisterschaft. Im Sommer 2014 wurde sein Vertrag nicht verlängert und er war hernach zwei Monate ohne Verein, ehe ihn Spezia Calcio in die Serie B holte. Dort spielte er zwei Jahre lang. Nachdem er in der Saison 2015/16 kaum zum Einsatz gekommen war, wechselte er zu US Alessandria Calcio in die Lega Pro. Dort verpasste er zweimal in Folge mit seinem Team in den Play-offs den Aufstieg.

### In der Nationalmannschaft
Felice Piccolo durchlief seit der U-15 die Jugendnationalmannschaften und absolvierte insgesamt 54 Junioren-Länderspiele. Für die A-Nationalmannschaft kam er jedoch noch nicht zum Einsatz.

## Erfolge
- Italienische Meisterschaft: 2001/02
- Italienische Serie-B-Meisterschaft: 2006/07
- Rumänischer Meister: 2009/10, 2011/12
- Rumänischer Pokalsieger: 2009/10